# イェドリク・アーニョシュ

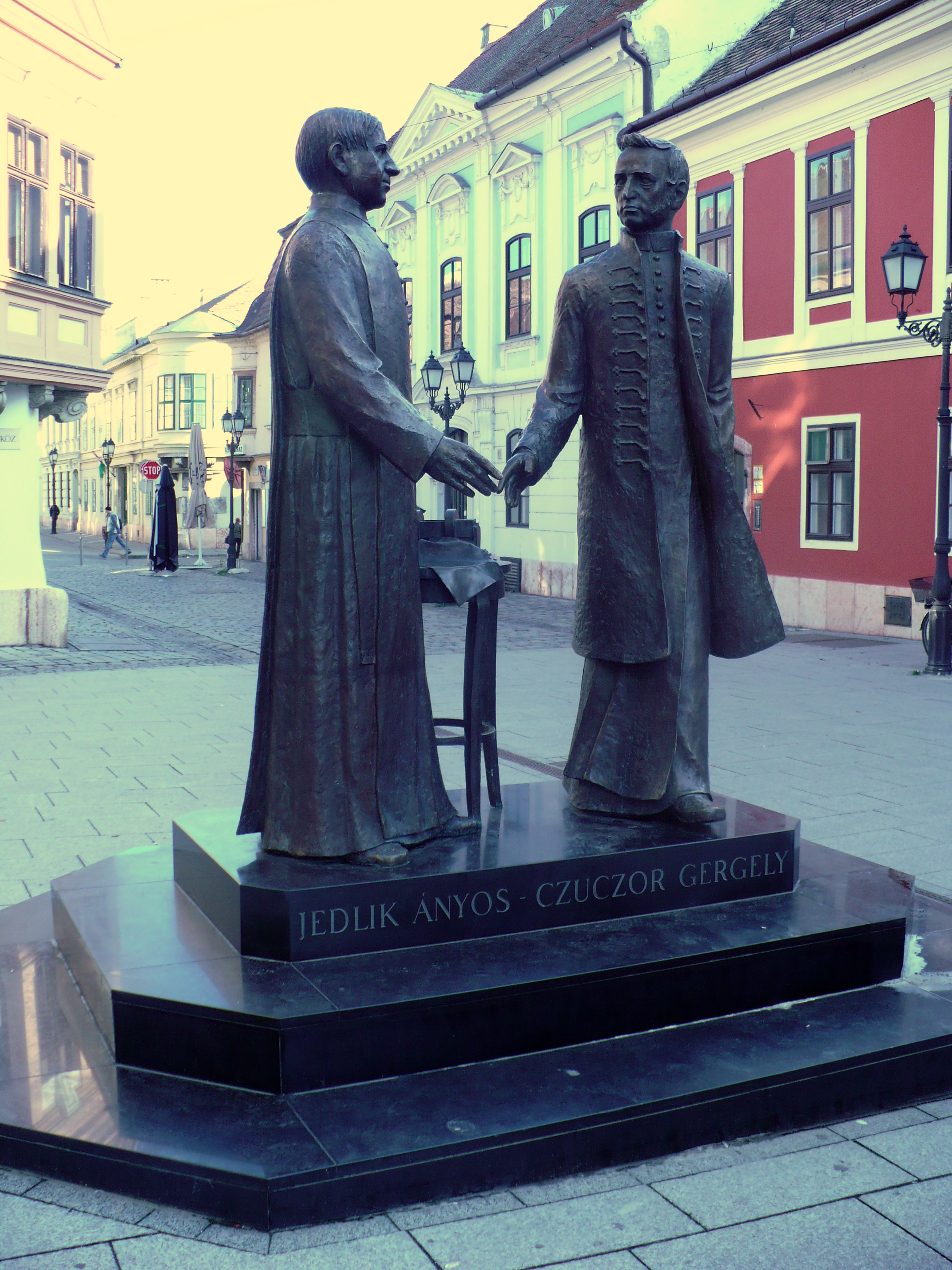
イェドリクと従兄弟ツツォル・ゲルゲイの像（ジェール）

イェドリク・アーニョシュ・イシュトヴァーン（ハンガリー語: Jedlik Ányos István、1800年1月11日 - 1895年12月13日）は、マジャル人の発明家、技術者、物理学者で、ベネディクト会司祭。ハンガリー科学アカデミー会員でもあり、何冊か本も出版している。ハンガリーやスロバキアでは、ダイナモと電動機の父とされ、偉人の1人とされている。

## 生涯
ハンガリー王国の Szimő という村（現在はスロバキアの Zemné）で生まれた。ナジソンバト（現在のトルナヴァ）とポジョニ（現在のブラチスラヴァ）で高校教育を受ける。1817年、ベネディクト会に入信し、その後は同修道会で研究を続けた。1839年までベネディクト会の学校で講師を務め、その後40年間ブダペシュト大学理学部物理学科に勤めた。彼の有益な活動が新世代の物理学者を育てる重要な役割を果たすことになるとは、当時ほとんど誰も推察していなかった。
1845年、イェドリクは当時、まだ学術の際に用いられていたラテン語ではなく、生徒達の母語であるハンガリー語で教え始めた。従兄弟で言語学者のツツォル・ゲルゲイは、彼に物理学の語彙をハンガリー語で作ることを依頼した。イェドリクはハンガリー語の物理学の教科書を出版し、ハンガリー語の物理学の語彙を確立した。1848年には学部長、1863年には学長となった。
1858年からハンガリー科学アカデミーの客員となり、1873年には名誉会員となった。科学者としての研究においても同時代人の先を行っていたが、1856年まで最も重要な発明である発電機の試作品について公表しなかった。大学の資産目録でイェドリクがその発明品に言及したのは1861年になってからだった。その文書がイェドリクが発明者である証拠として役立つかもしれないが、当時イェドリクの発明は気づかれておらず、ヴェルナー・フォン・ジーメンスが一般にダイナモの発明者（1867年）とされていた。
1827年、イェドリクは lightning-magnetic self-rotorと名付けた電磁回転装置の実験を開始した。このプロトタイプでは静止部品と回転部品の両方に電磁石が使用されていた。1873年に開催されたウィーン万国博覧会でイェドリクは自作の避雷針を出展した。
引退後もジュールの修道院に引きこもって研究を続け、そこで亡くなった。

## ダイナモの発明

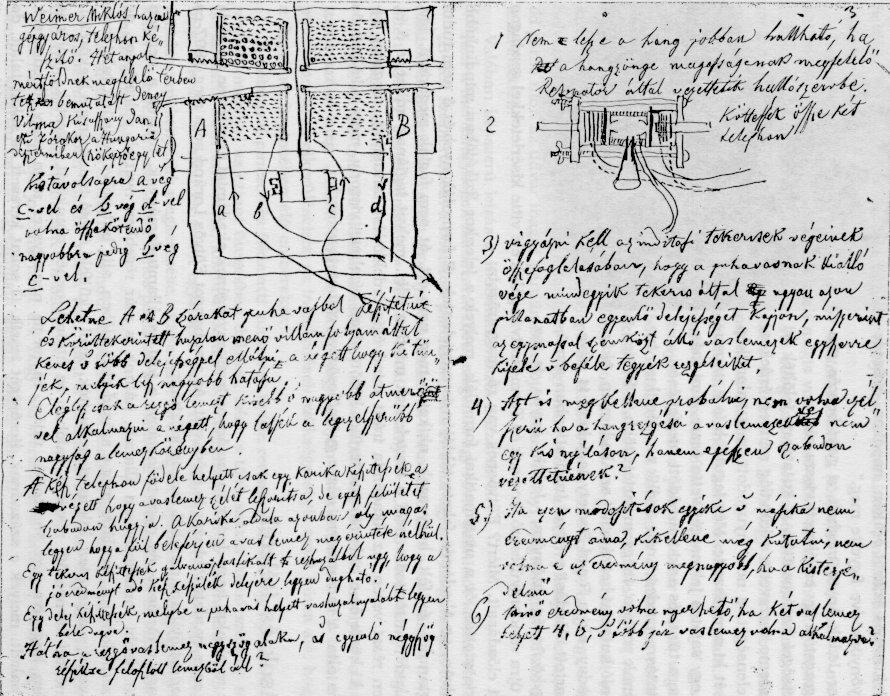
イェドリク・アーニョシュの描いた電話機の設計図。（ハンガリー王国 パンノンハルマの大修道院）

イェドリク・アーニョシュはダイナモの自励作用の原理を発明したことで知られている。
1827年、lightning-magnetic self-rotor と名付けた電磁回転装置の実験を開始した。
この単極電気始動機のプロトタイプでは、静止部品も回転部品も電磁石となっている。基本的に、永久磁石の代わりに互いに反発しあうように電磁石が磁界を発生させることで回転運動を生じさせている。イェドリクは1861年ごろには自励式ダイナモの概念を定式化しており、ジーメンスやホイートストンより6年先行していた。
磁力線を横切ってコイルがN極の前を通過すると、電流が誘導される。さらに回転していくと電流が減少するが、S極の正面に到達して再び電流が増大する。ただし、そのときに流れる方向は逆になる。この回転フレームが整流子に繋がっているため、外部の電気回路には常に同じ方向に電流が流れることになる。

## ギャラリー

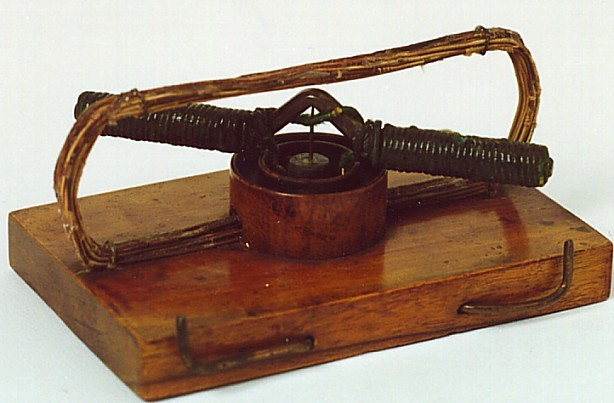
イェドリクの "lightning-magnetic self-rotor"（1827年、世界初の電動機）